# 阿德勒 (阿拉巴馬州)
阿德勒（英語：Adler）是一個位於美國阿拉巴馬州佩里縣的非建制地區。該地的面積和人口皆未知。

## 地理
阿德勒的座標為32°45′47″N 87°10′06″W / 32.76306°N 87.16833°W，而該地的平均海拔高度為130米（即420英尺）。